# Campeonato Amazonense 2009
In 2009 werd het 93ste Campeonato Amazonense gespeeld voor clubs uit Braziliaanse staat Amazonas. De competitie werd georganiseerd door de FAF en werd gespeeld van 8 maart tot 28 juni. América werd kampioen. 

## Eerste toernooi
| Plaats | Club                 | Wed. | W | G | V | Saldo | Ptn. |
| ------ | -------------------- | ---- | - | - | - | ----- | ---- |
| 1.     | Nacional             | 9    | 6 | 2 | 1 | 23:12 | 20   |
| 2.     | São Raimundo         | 9    | 6 | 1 | 2 | 18:10 | 19   |
| 3.     | Fast Clube           | 9    | 5 | 1 | 3 | 19:13 | 16   |
| 4.     | Penarol              | 9    | 4 | 2 | 3 | 15:12 | 14   |
| 5.     | América              | 9    | 3 | 2 | 4 | 10:10 | 11   |
| 6.     | Princesa do Solimões | 9    | 2 | 5 | 2 | 10:10 | 11   |
| 7.     | CDC Manicoré         | 9    | 3 | 1 | 5 | 13:20 | 10   |
| 8.     | Sul América          | 9    | 3 | 1 | 5 | 14:22 | 10   |
| 9.     | Holanda              | 9    | 2 | 2 | 5 | 8:13  | 8    |
| 10.    | Rio Negro            | 9    | 1 | 3 | 5 | 12:20 | 6    |

|  | Gekwalificeerd voor finale, Série D en Copa do Brasil 2010 |

## Tweede toernooi

### Groep 1
| Plaats | Club        | Wed. | W | G | V | Saldo | Ptn. |
| ------ | ----------- | ---- | - | - | - | ----- | ---- |
| 1.     | América     | 4    | 3 | 1 | 0 | 7:1   | 10   |
| 2.     | Nacional    | 4    | 2 | 1 | 1 | 7:5   | 7    |
| 3.     | Penarol     | 4    | 2 | 1 | 1 | 5:5   | 7    |
| 4.     | Sul América | 4    | 1 | 0 | 3 | 2:7   | 3    |
| 5.     | Holanda     | 4    | 0 | 1 | 3 | 2:5   | 1    |

|  | Gekwalificeerd voor tweede fase |

### Groep 2
| Plaats | Club                 | Wed. | W | G | V | Saldo | Ptn. |
| ------ | -------------------- | ---- | - | - | - | ----- | ---- |
| 1.     | Fast Clube           | 4    | 2 | 2 | 0 | 6:3   | 8    |
| 2.     | Princesa do Solimões | 4    | 2 | 1 | 1 | 6:3   | 7    |
| 3.     | São Raimundo         | 4    | 2 | 1 | 1 | 7:5   | 7    |
| 4.     | CDC Manicoré         | 4    | 0 | 3 | 1 | 4:5   | 3    |
| 5.     | Rio Negro            | 4    | 0 | 1 | 3 | 1:8   | 1    |

|  | Gekwalificeerd voor tweede fase |

### Tweede fase
Bij gelijkspel wint de club met de beste notering in de competitie.
|  | Halve finale | Halve finale |   |  | Finale     | Finale |  |
|  |              |              |   |  |            |        |  |
|  |              |              |   |  |            |        |  |
|  | Fast Clube   | 1            |   |  |            |        |  |
|  | Nacional     | 0            |   |  |            |        |  |
|  |              |              |   |  |            |        |  |
|  |              |              |   |  |            |        |  |
|  |              |              |   |  | Fast Clube | 1      |  |
|  |              | América      | 1 |  |            |        |  |
|  |              |              |   |  |            |        |  |
|  |              |              |   |  |            |        |  |
|  |              |              |   |  |            |        |  |
|  |              |              |   |  |            |        |  |
|  | América      | 3            |   |  |            |        |  |
|  | Princesa     | 1            |   |  |            |        |  |

## Finale
|              |               |       |              |                      |
| 24 juni Heen | Nacional      | 1 – 1 | América      | Vivaldo Lima, Manaus |
| 24 juni Heen | Thiago Gaúcho |       | own' Ricardo | Vivaldo Lima, Manaus |

|               |                     |       |          |                      |
| 28 juni Terug | América             | 3 – 0 | Nacional | Vivaldo Lima, Manaus |
| 28 juni Terug | Guará Diego Ronildo |       |          | Vivaldo Lima, Manaus |

### Kampioen
| Campeonato Amazonense de 2009 |
| Amazonas                      |
| ----------------------------- |
| AMÉRICA Kampioen (6° titel)   |